# Susi Sánchez
Asunción Sánchez Abellán, conocida como Susi Sánchez (Chirivella, Valencia, 21 de marzo de 1955), es una actriz española que ha participado en numerosas producciones tanto de teatro como de cine y televisión, trabajando a las órdenes de varios de los principales directores y realizadores españoles.

## Carrera
Actriz de vocación teatral, en los últimos años ha aumentado su protagonismo y participación tanto en producciones de televisión como cinematográficas. El 2 de febrero de 2019, recibió el premio Goya a la mejor actriz protagonista en la 33.ª edición de los Premios Goya, por su interpretación de Anabel en la película La enfermedad del domingo de Ramon Salazar.  Asimismo, ha formado parte del elenco de cuatro de las últimas películas del director Pedro Almodóvar (Dolor y Gloria, Julieta, Los Amantes Pasajeros y La Piel que Habito) y ha participado en las tres entregas  de Fernando González Molina sobre la trilogía del Baztan de Dolores Redondo.
Destacan también sus papeles en las películas 10.000 Noches en ninguna parte de Ramón Salazar, por la que estuvo nominada al Goya como mejor actriz de reparto, La Teta Asustada, película de Claudia Llosa, que fue galardonada con el Oso de Oro del Festival de Berlín,  Juana la loca de Vicente Aranda donde da vida a la reina Isabel la Católica, y en las obras teatrales Cara de plata y Mujeres soñaron caballos. Por estos tres trabajos estuvo nominada en los premios de la Unión de Actores, logrando el premio a mejor actriz secundaria por su papel en Cara de plata. Por uno de sus últimos trabajos en teatro, Cuando Deje de Llover, obtuvo también el reconocimiento de la profesión, recibiendo el premio Max de Teatro a la mejor actriz de reparto en el año 2014.

## Teatro
Susi Sánchez ha trabajado entre otras, en las siguientes obras teatrales:
- Los hijos - Dir. David Serrano - 2019
- Cuando deje de llover - Dir. Julián Fuentes Reta - 2015
- Buena Gente - Dir. David Serrano - 2015
- Tirano Banderas - Dir. Oriol Broggi - 2013
- Los hijos se han dormido - Dir. Daniel Veronese - 2012[8]
- Final de partida - Dir. Krystian Lupa - 2010
- Hamlet - Dirigida por Tomaz Pandur - 2009
- La paz perpetua - Dir. José Luis Gómez - 2008
- Mujeres soñaron caballos - Dir. Daniel Veronese - 2007
- Dirección gritadero -  Dir. Rosa Morales - Centro Dramático Nacional - 2007
- De repente, el último verano - Dirigida por José Luis Saiz - 2006
- Cara de plata - Dir. Ramón Simó - Centro Dramático Nacional - 2005
- El rey se muere - Dir. José Luis Gómez - 2004
- Ausencias - Dir. Rosa Morales - 2001
- Mujeres al vapor - Dir. Consuelo Trujillo - 1999
- El rey Lear - Dir. Miguel Narros - 1997
- Castillos en el aire - Dir. José Luis Gómez - 1995
- Los bosques de Nyx - Dir. Miguel Bosé - 1994
- Las bizarrías de Belisa - Dir. John Strasberg - 1993

## Cine
| Año  | Título                         | Papel              |
| ---- | ------------------------------ | ------------------ |
| 2024 | Reinas                         | Abuela             |
| 2023 | Loli Tormenta                  | Lola               |
| 2022 | Cinco lobitos                  | Begoña             |
| 2021 | El Cover                       | Shirley            |
| 2020 | Ofrenda a la tormenta          | Rosario            |
| 2019 | Legado en los huesos           | Rosario            |
| 2019 | Dolor y gloria                 | Beata              |
| 2018 | La enfermedad del domingo      | Anabel             |
| 2017 | El guardián invisible          | Rosario            |
| 2016 | Julieta                        | Sara               |
| 2015 | Tras bambalinas                | Madre              |
| 2015 | Lejos del mar                  | Concha             |
| 2015 | Truman                         | Mujer adoptante    |
| 2013 | 15 años y un día               | Cati               |
| 2013 | Los amantes pasajeros          | Madre de Alba      |
| 2012 | La fotógrafa                   | Sara               |
| 2011 | 10 000 noches en ninguna parte | La madre           |
| 2011 | La piel que habito             | Madre de Vicente   |
| 2011 | La voz dormida                 | Sor Serafines      |
| 2009 | La teta asustada               | Aída               |
| 2008 | El patio de mi cárcel          |                    |
| 2008 | Yo sólo miro (cortometraje)    | Julia              |
| 2004 | Incautos                       | Madre de Miriam    |
| 2003 | Carmen                         | Blanca             |
| 2003 | La vida mancha                 | Directora del INEM |
| 2003 | No tengo miedo                 | Madre de Filippo   |
| 2002 | La vida de nadie               | Directora Colegio  |
| 2002 | Piedras                        | Mánager            |
| 2001 | Juana la loca                  | Reina Isabel       |
| 2000 | Aunque tú no lo sepas          | Ángela             |
| 2000 | Cascabel                       | Doña Gertru        |
| 1998 | La mirada del otro             | Jueza              |
| 1998 | Las ratas                      | Doña Resu          |
| 1997 | Sólo se muere dos veces        | Realizadora        |
| 1996 | Zapico                         | Exmujer            |
| 1996 | Malena es un nombre de tango   | Jimena             |
| 1996 | Náufragos                      | Pilar              |
| 1995 | Una casa en las afueras        | Teresa             |
| 1995 | Entre rojas                    | Flora              |
| 1995 | Felicidades, Tovarich          |                    |
| 1994 | Al otro lado del túnel         | Marisa             |
| 1974 | Una pareja... distinta         |                    |

## Televisión
Ha participado en muchas de las series más conocidas de la televisión en España y para las principales cadenas privadas y públicas:
- Los enviados - Paramount+ - 2023[10]
- El inocente - Netflix - 2021
- Mentiras - Antena 3 - 2020
- Días de Navidad - Netflix - 2019
- La casa de papel - Netflix - 2019
- Presunto culpable - Antena 3 - 2018
- La verdad - Telecinco - 2018
- La zona - #0 - 2017
- Carlos, Rey Emperador - La 1 - 2015
- Los misterios de Laura - La 1 - 2014
- Gran Hotel - Antena 3 - 2014
- Ángel o demonio - Telecinco - 2011
- Acusados - Telecinco - 2010
- Crematorio - Canal + - 2010
- Hay alguien ahí - Cuatro - 2009-2010
- La señora - La 1 - 2009-2010
- MIR - Telecinco - 2007
- Vientos de agua - Telecinco - 2006
- El comisario - Telecinco - 2001-2004
- Hospital Central - Telecinco - 2002
- Cuéntame cómo pasó - La 1 - 2001
- Manos a la obra - Antena 3 - 1998
- Todos los hombres sois iguales - Telecinco - 1997
- La casa de los líos - Antena 3 - 1997
- Médico de familia - Telecinco - 1995-1997
- ¡Ay señor, señor! - Antena 3 - 1995
- Platos rotos - La 1 - 1985
- Anillos de oro - La 1 - 1983

Aparte de aparecer con la obra teatral Mujeres al vapor en Lo tuyo es puro teatro de TVE, también ha tenido un papel en varias películas para televisión:
- Alan muere al final de la película dirigida por Xavier Manich, 2007
- Electroshock dirigida por Juan Carlos Claver, 2006
- El cruce dirigida por Juan Carlos Claver, 2004
- Bodas de sangre dirigida por Francisco Montolio, 1986

## Premios y candidaturas
Premios Goya
| Año  | Categoría                                  | Película                       | Resultado |
| ---- | ------------------------------------------ | ------------------------------ | --------- |
| 2023 | Mejor interpretación femenina de reparto   | Cinco lobitos                  | Ganadora  |
| 2019 | Mejor interpretación femenina protagonista | La enfermedad del domingo      | Ganadora  |
| 2013 | Mejor interpretación femenina de reparto   | 10.000 noches en ninguna parte | Nominada  |

Premios de la Unión de Actores
| Año  | Categoría                               | Trabajo                        | Resultado |
| ---- | --------------------------------------- | ------------------------------ | --------- |
| 2018 | Mejor actriz protagonista               | La enfermedad del domingo      | Ganadora  |
| 2015 | Mejor actriz secundaria de televisión   | Carlos, Rey Emperador          | Ganadora  |
| 2014 | Mejor actriz de reparto de teatro       | Cuando deje de llover          | Ganadora  |
| 2013 | Mejor actriz protagonista de cine       | 10.000 noches en ninguna parte | Ganadora  |
| 2011 | Mejor actriz de reparto de cine         | La piel que habito             | Nominada  |
| 2007 | Mejor actriz secundaria de teatro       | Mujeres soñaron caballos       | Nominada  |
| 2005 | Mejor actriz secundaria de teatro       | Cara de plata                  | Ganadora  |
| 2001 | Mejor interpretación de reparto de cine | Juana la Loca                  | Nominada  |

Premios Max de las Artes Escénicas
| Año  | Categoría               | Trabajo               | Resultado |
| ---- | ----------------------- | --------------------- | --------- |
| 2014 | Mejor actriz de reparto | Cuando deje de llover | Ganadora  |

Festival de Málaga
| Año  | Categoría                                           | Trabajo       | Resultado | Notas                   |
| ---- | --------------------------------------------------- | ------------- | --------- | ----------------------- |
| 2022 | Bíznaga de Plata a la Mejor Interpretación Femenina | Cinco lobitos | Ganadora  | Ex aequo con Laia Costa |

Premios Feroz 
| Año  | Categoría               | Trabajo       | Resultado |
| ---- | ----------------------- | ------------- | --------- |
| 2023 | Mejor actriz de reparto | Cinco lobitos | Ganadora  |

Medallas del Círculo de Escritores Cinematográficos
| Año  | Categoría               | Trabajo       | Resultado |
| ---- | ----------------------- | ------------- | --------- |
| 2022 | Mejor actriz secundaria | Cinco lobitos | Ganadora  |